# René-François Lejeune
René-François Lejeune, né le 19 juillet 1729 à Mayenne, mort le 4 décembre 1799 dans la même ville, est un homme politique de la Révolution française. Il est surnommé Lejeune « de la Mayenne » pour être différencié de son collègue convnetionnel Sylvain-Phalier Lejeune, député du département de l'Indre. 

## Biographie
En septembre 1792, Lejeune, alors avocat et administrateur du département de la Mayenne, en est élu député, le huitième et dernier, à la Convention nationale. Il siège dans les rangs de la Plaine. Lors du procès de Louis XVI, il rejette l'appel au peuple, vote la « détention perpétuelle » et se prononce en faveur de l'appel au peuple. Il se prononce en faveur de la mise en accusation de Marat et en faveur du rétablissement de la Commission des Douze. 
Le 10 juin 1793, il vient au secours des deux commissaires de la ville de Laval, Jourdain et François Hubert, qui avaient apporté à la Convention une adresse contre les événements du 31 mai, et qui se trouvaient menacés d'un décret d'accusation. Lejeune se fait ensuite oublier jusqu'à la fin de la législature, et revient à Mayenne où il meurt.